# خانباز خان شیبانی
خانباز خان دوم عرب شیبانی معروف به خانباز خان کلانتر ایل عرب خمسه در اواخر دوره قاجاریه بود. او پس از اعدام پدرش عسکر خان رهبری شورشی را که او آغاز کرده بود، بر عهده گرفت و درگیری‌های متعددی را با نیروهای دولتی رهبری کرد.
خانباز خان در نزدیکی نی‌ریز در کنار تپه‌ای به نام «تل خانباز خان» با کمک زنی از طایفه بنی عبداللهی عرب به نام «کربلایی شمسی» طی یک درگیری موفق به دفع نیروهای دولتی شد. خانباز خان سرانجام در اثر خیانت یکی از نزدیکانش در سال ۱۳۰۰ به قتل رسید. تنها فرزند او دختری به نام آغا بی‌بی شیبانی، همسر محمدخان ضرغامی کلانتر ایل باصری، بود.